# Idźki (Kózki)
Idźki (niem. Itzken) – część wsi Kózki w Polsce, położona w województwie warmińsko-mazurskim, w powiecie piskim, w gminie Biała Piska.
Wieś powstała w ramach kolonizacji Wielkiej Puszczy. Wcześniej był to obszar Galindii. Wieś ziemiańska, dobra służebne w posiadaniu drobnego rycerstwa (tak zwani wolni, ziemianie w języku staropolskim), z obowiązkiem służby rycerskiej (zbrojnej). W XV i XVI w. wieś wymieniana w dokumentach pod nazwą Itzkenn i należała do parafii w Kumielsku. Osada prawdopodobnie powstała przed wojną trzynastoletnią (1454-1466). 
Wieś służebna lokowana przez komtura Zygfryda Flacha von Schwartzburga w 1471 r., na 10 łanach na prawie magdeburskim, z obowiązkiem jednej służby zbrojnej, bez okresu wolnizny. Przywilej otrzymał Idzi (Itziken), a wieś położona była między Kumielskiem, Szkodami, Kózkami, Bełczącem.

## Obecnie
Na niemieckiej mapie osada położona wzdłuż drogi 4 ogrodzone gospodarstwa, na południe od zabudowań cmentarz. Miejscowość była położona blisko osady Kosken. Obecnie zabudowania leżą we wsi Kózki i mają numery domów 11 – 14. Na zdjęciach satelitarnych w tym miejscu istnieją 4 gospodarstwa, 2 na obszarze dwóch są ślady intensywnego użytkowania, na dwóch nie widać śladów dojazdu, są ścieżki, nie są zakrzaczone. 